# Neuhof (Bad Sachsa)
Neuhof is een dorp in de Duitse gemeente Bad Sachsa in de deelstaat Nedersaksen. In 1972 werd het dorp bij de stad Bad Sachsa gevoegd.
- Gemeinsame Normdatei: 4310501-4
- Virtual International Authority File: 243138188